# George Kline Mann
George Kline Mann né le 2 décembre 1905 à Hollywood, Californie, (États-Unis), mort le 23 novembre 1977 Santa Monica, Californie, (États-Unis) est un comédien américain pratiquant la danse acrobatique. En 1926, George et Dewey Barto signent un contrat décennal avec la société Fanchon and Marco. Jusqu'en 1940, sous le nom de Barto and Mann, il représentait en duo un spectacle acrobatique et comique, avec son partenaire Dewey Barto (né Stewart Steven Swoyer, né le 10 juin 1896 - mort le 31 janvier 1973). La performance acrobatique était en relation avec leurs différences de taille (Barto mesurait 1,50 mètre et Mann près de 2 mètres).

## Filmographie
- 1933 - Broadway Thru a Keyhole  - Chroniqueur
- 1945 - Where Do We Go from Here? - (non crédité)
- 1946 - Du burlesque à l'opéra  - Assistant
- 1946 - Ève éternelle  - Theodore
- 1946 - Jody et le Faon  - Pack Forrester
- 1947 - Undercover Maisie  - Hawkins
- 1947 - The Senator Was Indiscreet (en)  - Texan
- 1949 - La Fille de Neptune  - Tall Wrangler
- 1949 - La Tigresse  - Cowboy
- 1963 - The Fat Black Pussycat
- 1971 - Cold Turkey  - Bishop Manley
- 1971 - The Steagle  - Dean Briggs
- 1971 - L'Apprentie sorcière -  Guardsman
- 1977 - Charge of the Model T's  - Rancher